# معركة الزمالة
وقعت معركة الزمالة   في 16 مايو 1843، عندما داهم الفرنسيون بقيادة هنري دورليان دوق أومالي [الإنجليزية] زمالة (العاصمة المتنقلة) الأمير عبد القادر الجزائري، قائد المقاومة الجزائرية أثناء الغزو الفرنسي للجزائر، بينما كان غائبًا في حملة غارة. فاجأ 500 فارس فرنسي المدافعين عن المعسكر، الذين أطلقوا طلقة واحدة قبل أن يتفرقوا. أسر أكثر من 3000 من أتباع الأمير عبد القادر من بين 30,000 شخص كانوا في المعسكر، إلى جانب العديد من ممتلكاته، بما في ذلك خزينة الحرب ومكتبة تقدر قيمتها بـ5000 جنيه إسترليني. وبعد ثلاثة أيام، أُسر 2500 آخرون من أتباعه.

### استسلام الأمير
لجأ الأمير عبد القادر إلى منطقة الريف بالمغرب، لكنه واجه معارضة من السلطان المغربي عبد الرحمان، الذي كان يسعى إلى إنهاء حرب المغرب مع الفرنسيين  في معاهدة طنجة التي ابرمها السلطان المغربي مع  الجيش الفرنسي في 10 سبتمبر 1844 التي من بين بنودها تنص على تسليم الأمير،
واصل الأمير مقاومته للجيش الفرنسي انطلاقًا من الريف وضواحي وجدة، لكن السلطان، وبحكم معاهدته مع الفرنسيين، أرسل إليه جيشًا لحمله على مغادرة المغرب. دارت معارك بين الأمير والجيش الذي أرسله السلطان المغربي، أسفرت عن انسحاب الأمير متوجهًا نحو الجنوب الجزائري، غير أن القوات الفرنسية اعترضت طريقه. وفي ظل هذا الوضع، طلب التفاوض مع القائد الفرنسي لاموريسيير حول شروط استسلامه، حيث تعهّد الأخير بنقله إلى الإسكندرية أو عكا.
أرسل رسولًا من حاشيته إلى الجنرال لاموريسيير، قائد الجيوش الفرنسية، لإبلاغه بقراره بالإستسلام. وعند وصول الرسول، ابتهج لاموريسيير بالأمر وبادر إلى توقيع ورقة على بياض ممهورة بختمه، وأرسلها مع الرسول ليحدد فيها الأمير شروطه، طالبًا منه أيضًا أن يبعث بسيفه.

في 24 ديسمبر 1847، أي بعد أربع سنوات وسبعة أشهر وثمانية أيام، استسلم الأمير عبد القادر بحضور دوق أومال. غير أن الاتفاق الذي أبرمه مع لاموريسيير لم يُنفَّذ، مما أدى إلى إنهاء المقاومة الجزائرية الرئيسية ضد الاحتلال الفرنسي للجزائر.

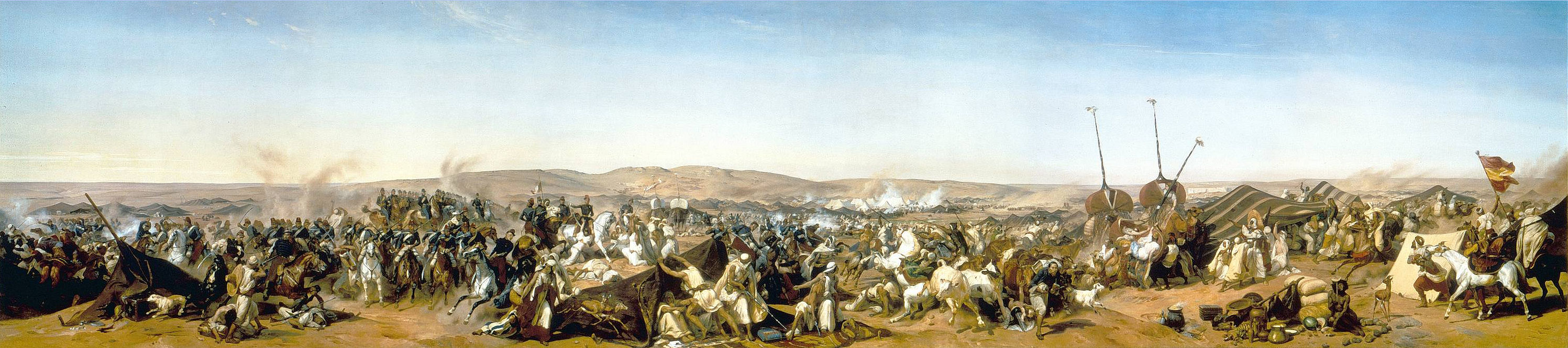
الاستيلاء على زمالة عبد القادر، 16 مايو 1843 للرسام هوراس فيرنيه